# Masakra w klasztorze (film)
Masakra w klasztorze – polski film dokumentalny z 2004 w reżyserii Krzysztofa Żurowskiego, będący zapisem przebiegu masakry dokonanej przez Niemców w drugim dniu powstania warszawskiego.
W filmie opowiedziano historię mordu dokonanego na grupie około czterdziestu mieszkańców Warszawy w drugim dniu powstania warszawskiego. Materiałami do powstania dokumentu były relacje świadków, archiwalne zapisy filmowe z powstania, ikonografia, pamiętniki i książka o. Felicjana Paluszkiewicza SJ (będącego jednocześnie konsultantem przy produkcji filmu). Miejscem dokonanej zbrodni był Dom Jezuitów przy ul. Rakowieckiej 61, a ofiarami chłopiec, kobiety, ośmiu kapłanów i ośmiu braci Towarzystwa Jezusowego. Pomieszczenie w suterynie, w którym mieszkał woźnica, zamieniono na kaplicę. Szczątki ofiar masakry złożono w czterech trumnach. W osobnych trumnach umieszczono także ekshumowane ciała ojca Kosibowicza oraz ojca Leonarda Hrynaszkiewicza (jezuity poległego na Nowym Mieście). Wszystkie sześć trumien zakopano następnie pod posadzką pokoju, w którym dokonano masakry.  Kaplicę regularnie odwiedzają  pielgrzymki udające się do sanktuarium św. Andrzeja Boboli. 

## Obsada
- Artur Filipowicz – Ksiądz Władysław Wiącek
- Piotr Rękawik – Ksiądz Aleksander Kisiel
- Wojciech Machnicki – Ksiądz Waldemar Kosibowicz
- Adam Żychliński – Zbyszek Mikołajczyk
- Klaudiusz Kaufmann – Oficer SS
- Witold Bałusz – Oficer SS
- Kazimierz Wysota – Własowiec